# Edgar Christian Fencker

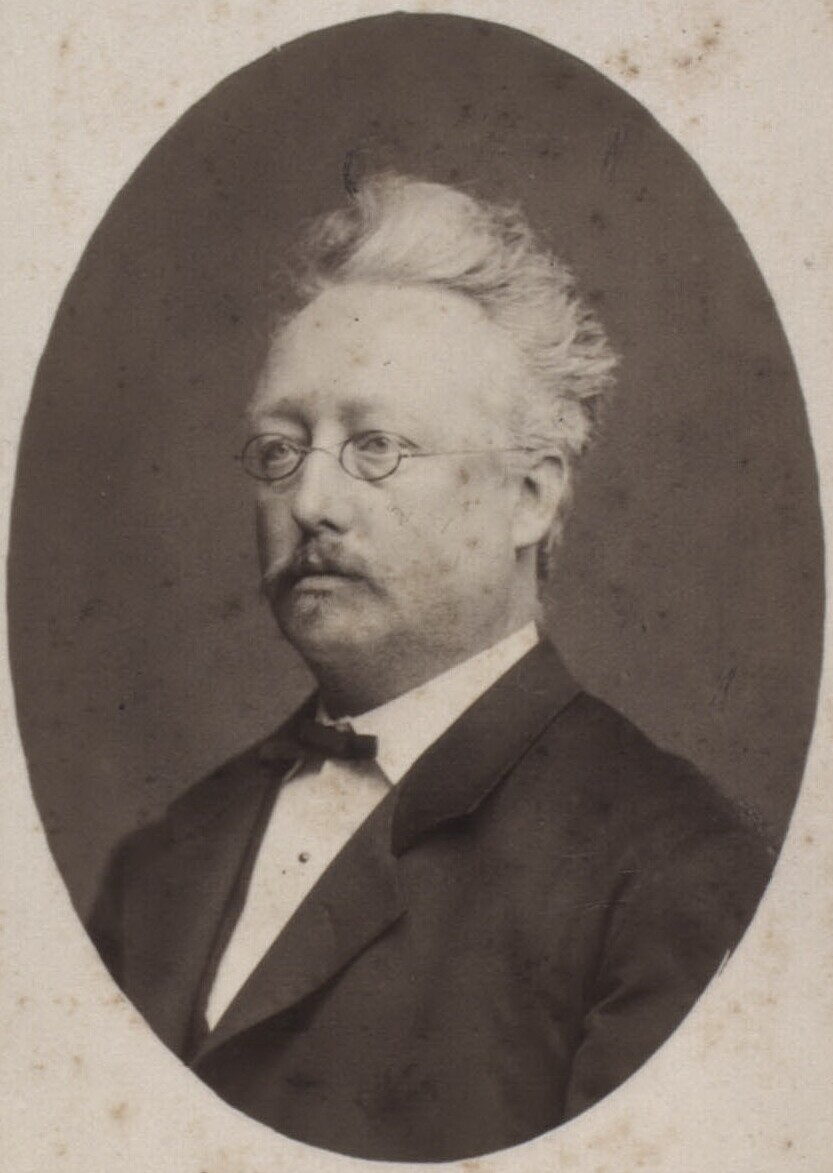
Edgar Christian Fencker
(Foto: Christian Neuhaus)

Edgar Christian Fencker (* 7. Januar 1844 in Odense; † 15. Dezember 1904 in Kopenhagen) war ein dänischer Kaufmann, Ornithologe und Inspektor in Grönland.

## Leben
Edgar Christian Fencker war der Sohn des Offiziers August Carl Frederik Fencker und seiner Frau Mette Cathrine Dreyer. Er schloss 1863 die Schule mit dem Präliminärexamen ab und meldete sich im Sommer 1864 angesichts des Deutsch-Dänischen Kriegs bei der Armee, kam aber nicht zum Einsatz. Anschließend absolvierte er eine Ausbildung an der Veterinärschule. 1868 trat er in Dienste von Den Kongelige Grønlandske Handel und wurde in Upernavik angestellt. Innerhalb weniger Jahre diente er danach in Appat, Qeqertarsuaq und ab 1870 in Uummannaq. 1872 wurde er Volontär in Appat und 1874 in Aasiaat. 1875 wurde er zum Handelsassistenten ernannt und sollte in Qeqertarsuaq dienen, wurde aber sofort als kommissarischer Kolonialverwalter eingesetzt. 1876 brannte die Tranbrennerei ab, was zu großen wirtschaftlichen Verlusten führte.
In Qeqertarsuaq heiratete er am 6. August 1876 Hansigne Lundsteen (1843–?), Tochter des Pastors und Politikers Petrus Lundsteen und seiner Frau Christiane Marie Elisabeth Hansen. Ihre ältere Schwester Johanne Margrethe (1841–1916) war seit 1867 mit dem damaligen Inspektor von Nordgrönland Sophus Theodor Krarup Smith (1834–1882) verheiratet.
1877 wechselte Fencker nach Qasigiannguit, kehrte aber schon im Folgejahr nach Qeqertarsuaq zurück, bevor er 1879 erneut nach Qasigiannguit versetzt wurde. Am 2. März 1881 wurde er fest als Kolonialverwalter angestellt. 1884 wurde er nach Upernavik versetzt und 1890 nach Appat. Obwohl er bisher nur in Nordgrönland tätig gewesen war, wurde er am 22. Februar 1892 zum Inspektor von Südgrönland ernannt und trat das Amt am 1. Juli an, wobei er dieses vom kommissarisch wirkenden Conrad Poul Emil Brummerstedt übernahm. Von 1893 bis 1894 war er im Heimaturlaub, wobei John Christian Gustav Baumann ihn vertrat. 1897 ließ er sich erneut beurlauben, musste den Urlaub 1898 aus gesundheitlichen Gründen verlängern und trat schließlich am 31. März 1899 endgültig zurück. Er wurde erst von Herjulf Carl Georg Jørgensen und dann von Regnar Stephensen vertreten, bevor letzterer das Amt fest übernahm.
In Grönland interessierte Fencker sich sehr für Ornithologie und legte eine Sammlung grönländischer Vögel und Eier an. Daneben begann er die Arbeit an einem illustrierten Übersicht über die grönländische Vogelfauna. Der dänische Staat kaufte ihm 1897/98 einen Teil der Sammlung für 1500 kr. ab. Nach seiner Pensionierung starb Edgar Christian Fencker 1904 im Alter von 60 Jahren.
Aus seiner Ehe war unter anderem die Tochter Cathrine Emilie Elisabeth hervorgegangen, die seinen Nachfolger als Inspektor, Regnar Stephensen, heiratete. Der Sohn Karl Frederik Hannibal Anthon Fencker (1878–1943) war ebenfalls in Handelsdiensten in Grönland tätig. Edgar Christian Fencker ist der Stammvater der grönländischen Familie Fencker.